# Ventaja específica de país
Ventaja específica de país (VEP) es un concepto utilizado en administración y dirección de empresas y en economía internacional para hacer referencia a las características de un país que dotan a las empresas radicadas en él de una serie de ventajas en relación con las empresas de otros países. Estas características incluyen la disponibilidad de recursos naturales, mano de obra, capital humano, legislación, sistema tributario, cultura, etc.
Junto con las ventajas específicas de empresa, son uno de los bloques que componen la ventaja competitiva de cualquier empresa, representada en la matriz VEE-VEP.